# 11425 Wearydunlop
11425 Wearydunlop (1999 MF) là một tiểu hành tinh vành đai chính được phát hiện ngày 18 tháng 6 năm 1999 bởi J. Broughton ở Reedy Creek Observatory.